# Rathkea
Rathkea is een geslacht van neteldieren uit de familie van de Rathkeidae.

## Soorten
- Rathkea africana Kramp, 1957
- Rathkea antarctica Uchida, 1971
- Rathkea formosissima (Browne, 1902)
- Rathkea lizzioides O'Sullivan, 1984
- Rathkea octopunctata (M. Sars, 1835)
- Rathkea rubence Nair, 1951